# Liste der denkmalgeschützten Objekte in Hörbich
Die Liste der denkmalgeschützten Objekte in Hörbich enthält die denkmalgeschützten,  unbeweglichen Objekte der Gemeinde Hörbich in Oberösterreich (Bezirk Rohrbach).

## Denkmäler
| Foto |                 | Denkmal                                                | Standort                            | Beschreibung | Metadaten |
| ---- | --------------- | ------------------------------------------------------ | ----------------------------------- | --- | --- |
| ja   | Datei hochladen | Ortskapelle HERIS-ID: 17577 Objekt-ID: 13861           | bei Hörbich 11 Standort KG: Hörbich | Die Dorfkapelle wurde in der zweiten Hälfte des 19. Jahrhunderts errichtet, wobei die Giebelfassade eine schlichte Putzgliederung erhielt. Die Außenfassade wird zudem von Rundbogenfenstern mit teilweiser Buntverglasung und einer barockisierenden Tür geprägt. Im Innenraum findet sich ein spätbiedermeierliches, dreiteiliges Altarretabel mit Blechbildern der Herz-Mariae, der Marienkrönung und Herz-Jesu. | BDA-Hist.: Q37840212 Status: Bescheid Stand der BDA-Liste: 2025-06-30 Name: Ortskapelle GstNr.: .185                   |
| ja   | Datei hochladen | Bildstock, Furthkreuz HERIS-ID: 17578 Objekt-ID: 13862 | Standort KG: Hörbich                | Das Furthkreuz befindet sich an der Kreuzung der Straßen nach Hörbich, Tannberg und Eiglersdorf. Das Kreuz ist mit der Jahreszahl 1660 bezeichnet. | BDA-Hist.: Q37840237 Status: § 2a Stand der BDA-Liste: 2025-06-30 Name: Bildstock, Furthkreuz GstNr.: 5620/2           |
| ja   | Datei hochladen | Ruine Tannberg HERIS-ID: 17580 Objekt-ID: 13864        | Tannberg 6 Standort KG: Hörbich     | Die Ruine Tannberg wurde urkundlich erstmals 1180 erwähnt. Nach der Verlegung des Landgerichts Velden auf die Burg Marsbach 1529 verfiel die Burg zusehends. Die Reste der spätmittelalterlichen Burganlage wurden ab den 1970er Jahren ausgebaut und für privaten Wohnzwecke nutzbar gemacht. Der erhaltene Torturm wurde Ende des 14. Jahrhunderts oder Anfang des 15. Jahrhunderts errichtet.                    | BDA-Hist.: Q13649898 Status: Bescheid Stand der BDA-Liste: 2025-06-30 Name: Ruine Tannberg GstNr.: .41 Tannberg Castle |